# Mordellistenula perrisi
Mordellistenula perrisi é uma espécie de insetos coleópteros polífagos pertencente à família Mordellidae.
A autoridade científica da espécie é Mulsant, tendo sido descrita no ano de 1857.
Trata-se de uma espécie presente no território português.